# Hyperbola chloristis
Hyperbola chloristis är en fjärilsart som beskrevs av Edward Meyrick 1908. Hyperbola chloristis ingår i släktet Hyperbola och familjen äkta malar. Inga underarter finns listade i Catalogue of Life.